# Williams (Australie-Occidentale)
Pour les articles homonymes, voir Williams.
Williams est une ville d'Australie située en Australie-Occidentale, à 160 km au sud-est de Perth, et siège du comté du même nom.
Fondée en 1860, elle a en 2016 une population de 948 habitants.